# Філопатрія
Філопатрія  — тип поведінки тварин, тенденція протягом міграції повертатися до однієї певної ділянки для спаровування (гніздування) або харчування. Термін дослівно означає грецькою «любов до дому», хоча не обов'язково означає прив'язку до місця народження.

## Поширення явища
Філопатрія характерна для багатьох тварин. Серед інших видів це явище характерно для ропухи сірої, Bufo bufo: Цей вид амфібій характеризується яскраво виразною філопатрією, яка полягає в тому, що ропухи цього виду нерестяться в тій самій водоймі, де проходив їхній личинковий розвиток.